# Rudolf Charousek
Rudolf Charousek, maďarsky Rezsö Charousek, (19. září 1873, Praha – 18. dubna 1900, Budapešť) byl maďarský šachista, velký šachový talent konce 19. století.

## Život
Rudolf Charousek se narodil v Praze, ale již v dětství se jeho rodina přestěhovala do Košic. Studoval v Košicích a pak v Budapešti právo.
Charouskův kombinační talent se v době postromantického pojetí šachové partie brzy projevil. Na svém prvním velkém turnaji v Norimberku roku 1896 skončil sice až dvanáctý, ale porazil vítěze turnaje, mistra světa Emanuela Laskera. Zde je jejich vzájemná partie:
Charousek - Lasker, Norimberk 1896, Královský gambit, C33
1.e4 e5 2.f4 exf4 3.Sc4 d5 4.Sxd5 Dh4+ 5.Kf1 g5 6.Jf3 Dh5 7.h4 Sg7 8.Jc3 c6 9.Sc4 Sg4 10.d4 Jd7 11.Kf2 Sxf3 12.gxf3 O-O-O 13.hxg5 Dxg5 14.Je2 De7 15.c3 Je5 16.Da4 Jxc4 17.Dxc4 Jf6 18.Sxf4 Jd7 19.Da4 a6 20.Da5 Jf8 21.Jg3 Je6 22.Jf5 Df8 23.Sg3 Vd7 24.Jxg7 Dxg7 25.De5 Dxe5 26.Sxe5 f6 27.Sxf6 Vf8 28.Vh6 Jf4 29.Ke3 Jg2+ 30.Kd2 Vdf7 31.e5 Jf4 32.Vah1 Vg8 33.c4 Je6 34.Ke3 Jf8 35.d5 Vd7 36.e6 1-0
Ještě v roce 1896 na turnaji v Budapešti skončil již na prvním až druhém místě a o vítězství přišel až v play-off s Michailem Ivanovičem Čigorinem, když prohrál 1:3.
V Berlíně roku 1897 skončil druhý za Curtem von Bardelebenem, ale na dalším turnaji v Berlíně v témže roce již zvítězil. V Kolíně nad Rýnem roku 1898 byl druhý až čtvrtý (společně s Michailem Ivanovičem Čigorinem a Wilhelmem Cohnem), turnaj vyhrál Angličan Amos Burn.
Charousek byl přívržencem přímočaré, ostré a kombinační hry. Emanuel Lasker o něm prohlásil, že počítá s tím, že proti Charouskovi bude muset obhajovat svůj titul. Čigorin považoval Charouska za nejnadanějšího z mladých hráčů té doby, Max Euwe ho řadil mezi nejvýznamnější šachisty romantické školy po bok Paula Morphyho a Harryho Pillsburyho.
Charouskovu slibně se rozbíhající šachovou kariéru zastavila předčasná smrt na tuberkulózu roku 1900. Reuben Fine proto Charouska charakterizoval jako Johna Keatse šachu.